# 1956年臺灣
|        | 臺灣歷史 \| 台灣歷史年表 |
| 世纪： | 19世纪臺灣 \| 20世纪臺灣 \| 21世纪臺灣 |
| 年代： | 1920年代臺灣 \| 1930年代臺灣 \| 1940年代臺灣 \| 1950年代臺灣 \| 1960年代臺灣 \| 1970年代臺灣 \| 1980年代臺灣                                           |
| 年份： | 1951年臺灣 \| 1952年臺灣 \| 1953年臺灣 \| 1954年臺灣 \| 1955年臺灣 \| 1956年臺灣 \| 1957年臺灣 \| 1958年臺灣 \| 1959年臺灣 \| 1960年臺灣 \| 1961年臺灣 |
| 纪年： | 丙申年（猴年）、中華民國45年 |

## 政府

### 國家正副元首

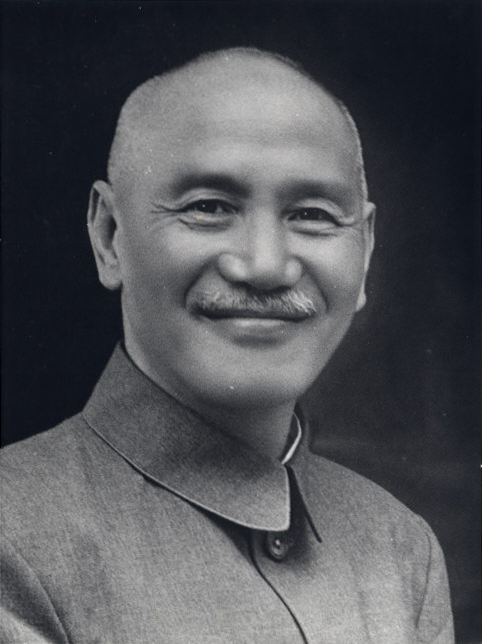
總統：蔣中正
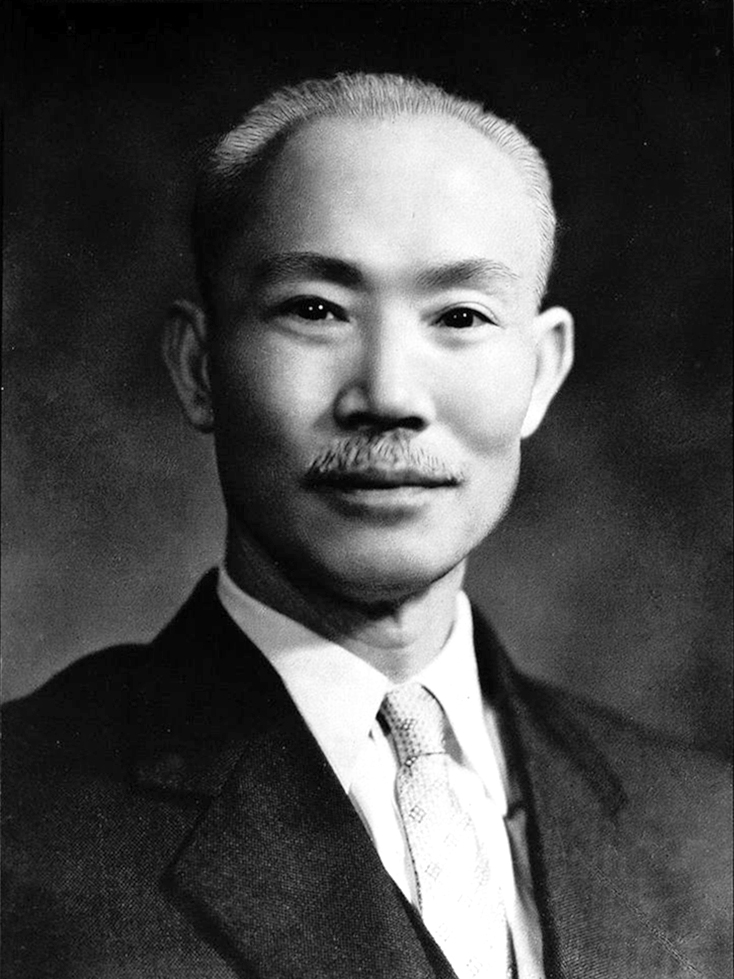
副總統：陳誠

### 五院首長

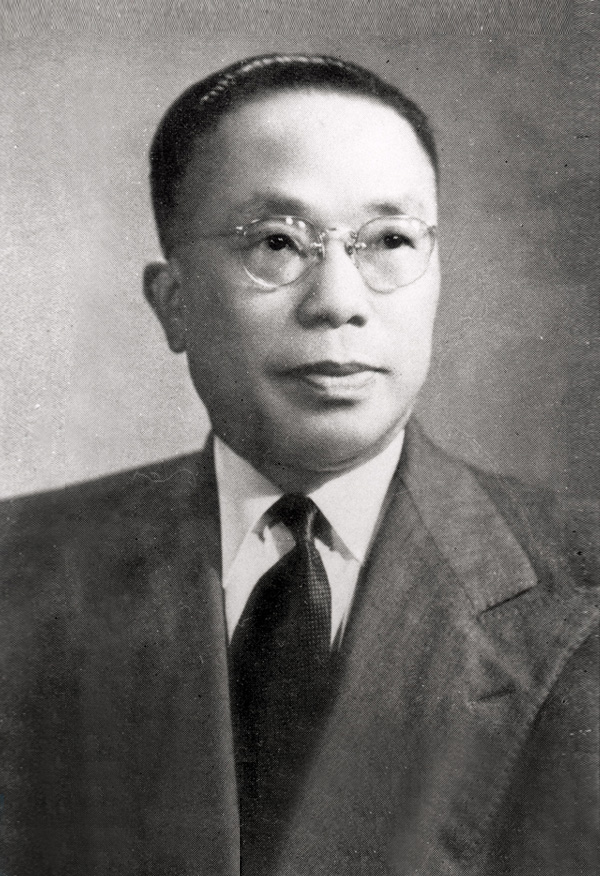
行政院院長：俞鴻鈞
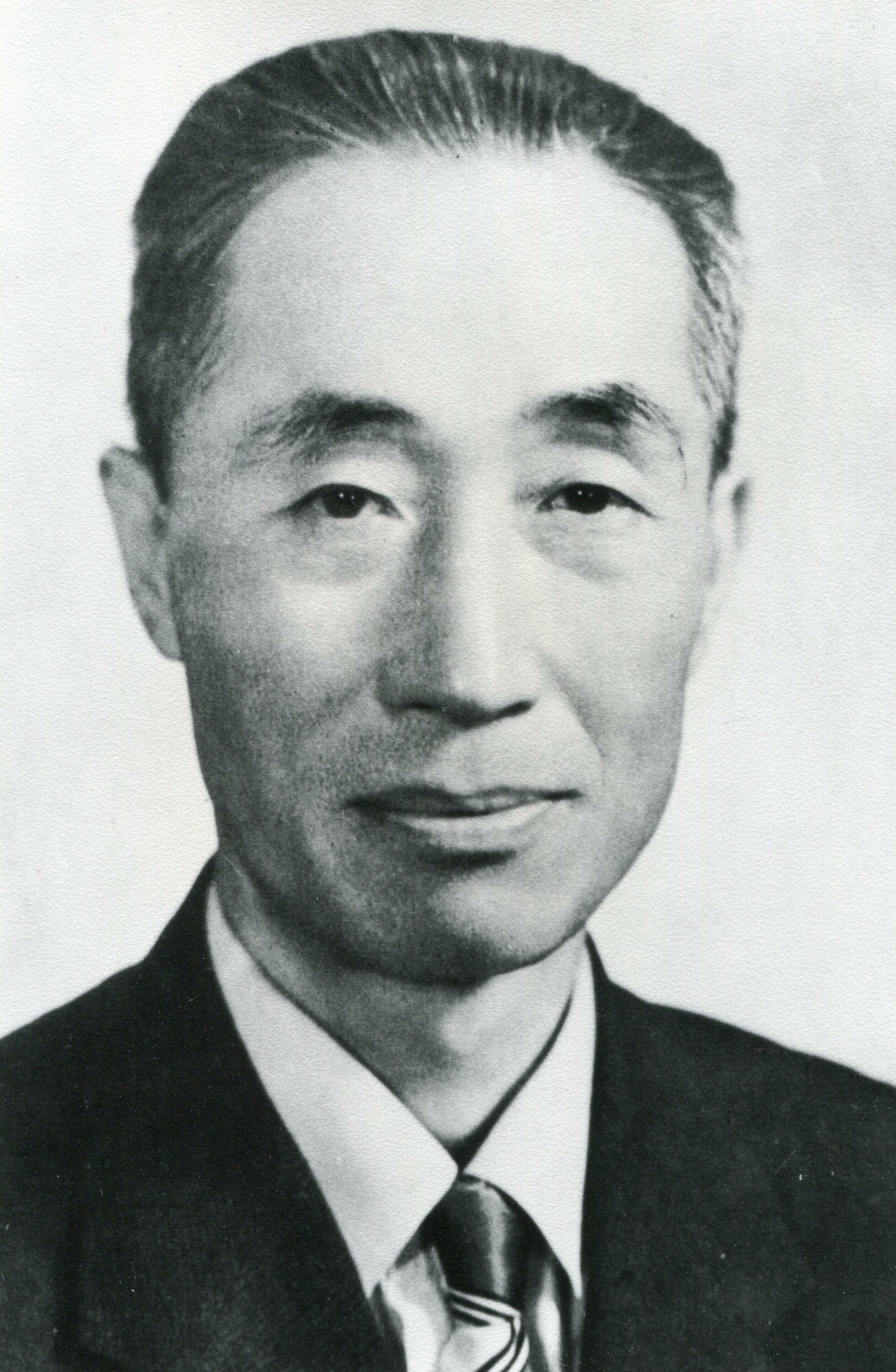
立法院院長：張道藩
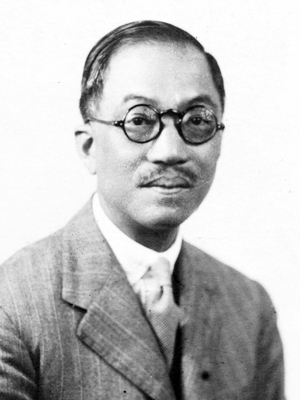
司法院院長：王寵惠
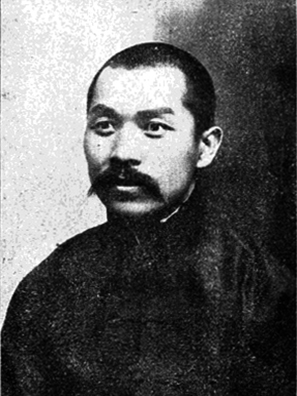
考試院院長：莫德惠
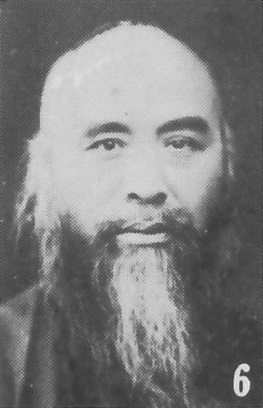
監察院院長：于右任

### 省政府主席

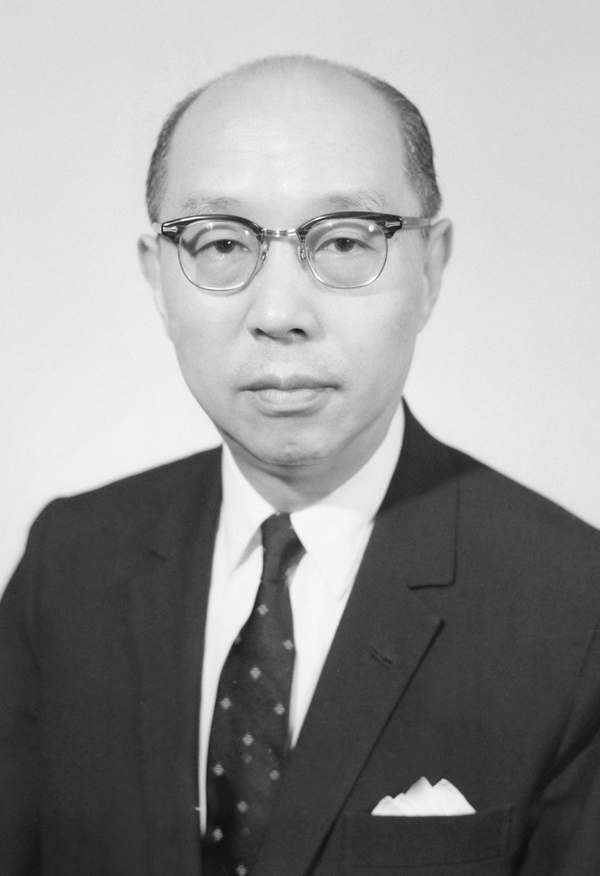
臺灣省政府主席：嚴家淦
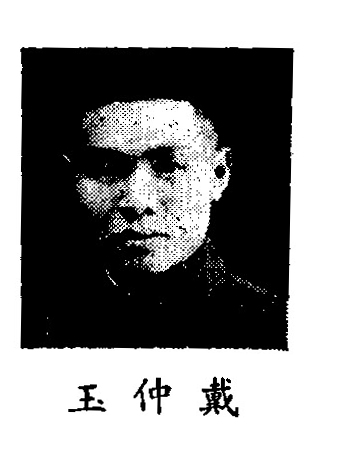
福建省政府主席：戴仲玉

## 大事記
- 蔣介石力圖削減開支和貿易赤字，他批准設立安定委員會，推行進口替代策略和高關稅，發展輕工業，即前兩個四年計劃主要內容[1]:610-611。輕工業吸納大量農村勞動力，城市經濟快速擴張，簡樸措施放寬[1]:611。蔣命李國鼎掌管經濟事務，還有許多留洋專家擔任中層官員[1]:608-609。陳誠與蔣經國厲行反貪，美國也幫助稽查政府賬冊[1]:611-612。

### 1月
- 蔣介石巡視克難成果展覽會場，一年克難總值逾新台幣7億7千萬元；對美國記者指出：「我如不受外力阻撓，現在便能反攻大陸，消滅共匪政權。」[2]:84。
- 1月1日——《今日文藝》月刊創刊[3]:642:604。

### 2月

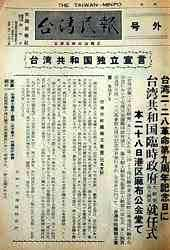
《台灣民報》報導台灣共和國臨時政府於1956年2月28日（二二八革命第九周年紀念日）成立，公布獨立宣言，廖文毅博士獲推選就任大統領

- 蔣介石主持鳳山陸軍軍官學校黃埔紀念塔揭幕典禮、校閱保安警察[2]:84。
- 2月13日——美國經濟合作總署宣布，批准6,290萬美元為本會計年度對臺技術及經濟援助[3]:604。
- 2月28日——臺獨運動組織台灣共和國臨時政府於日本東京成立，選出廖文毅為大統領，吳振南為副大統領，簡文介為政府秘書長。

### 3月
- 蔣介石接見美國記者時指出年內共、俄將冒險進攻金馬台澎；俄與共對亞洲國家，仍將煽動傾覆[2]:84。
- 3月16日——美國國務卿杜勒斯訪臺，舉行「中美協商會議」[3]:605。

### 4月
- 台灣省教育行政會議開幕，蔣介石勉與會人員以革命建國為先，教育貴有精神靈魂，不可徒重形式與數量[2]:84。
- 4月16日——青年黨中央黨務委員會在臺北成立[3]:606。
- 4月25日——中華民國與海地建立外交關係

### 5月
- 西藏地方民眾抗暴[2]:85。
- 5月17日——外交部因埃及承認中共政權，宣布與埃及斷交[3]:606。
- 中日貿易協定簽字[2]:85。
- 蔣對美軍顧問團官兵發表演說，強調欲協防台澎，必須防守金馬[2]:85。

### 6月
- 6月6日——阿里山神木遭雷擊起火[4]。
- 6月27日——行政院將金門、馬祖兩地區列為戰地政務區[3]:607。

### 7月
- 台灣省東西橫貫公路開工，工程分兩期進行[2]:85。
- 蔣介石召見於馬祖上空擊落中共米格機4架之歐陽漪棻等[2]:85。
- 美國參議院、眾議院先後通過反對中共進入聯合國之決議[2]:85。
- 7月7日——美國副總統尼克森訪臺[3]:608，與蔣中正會商有關中美利益問題[2]:85。
- 蔣介石接見美國參謀長聯席會議主席雷德福上將，就遠東局勢廣泛交換意見[2]:85。
- 7月16日——金馬地區實施戰地軍政指揮，福建省政府虛級化並遷至臺灣省台北縣新店市北新路二段228巷2號辦公。

### 8月
- 石井光次郎率親善訪問團來台會見總統蔣介石，親呈首相鳩山一郎手函，謂日本人莫不感激蔣於日本戰敗後仍維護日本政體及對日以德報怨之寬大政策[2]:86。
- 8月25日[3]:609——蔣介石於台灣原子能和平展覽會中，號召科學家迎頭趕上，盡力貢獻，促進原子能和平用途[2]:86。
- 8月9日——蔣介石函覆美國總統艾森豪，籲請注意中、俄共之笑臉攻勢、經濟滲透和國際中立主義相勾結[3]:608；謂中立主義助長侵略，務宜避免予以鼓勵；並表示美國致力解放鐵幕內被奴役人民，決心竭誠合作並信其必獲成功[2]:85-86。

### 9月
- 蔣介石令行政院緊急救濟黛納颱風在台灣北部各地所造成之災害[2]:86。
- 9月20日——因越南修改國籍法，變更土生華僑國籍，政府向越南表異議並交涉籲請注意中、俄共之笑臉攻勢、經濟滲透和國際中立主義相勾結[3]:609；外交部對越南華僑被迫加入越南國籍，向越南政府表示異議[2]:86。
- 9月21日——台中仕紳林獻堂遺體運回台灣，在台北開南商工職校之靈堂舉行公祭，公祭委員會主任委員為嚴家淦、副主委黃朝琴及楊肇嘉，委員張道藩、黃國書、鄭彥棻、蔣渭川、連震東、謝東閔等。副總統陳誠以下官員多人均到場行禮致祭。再由其夫人、兩子及楊肇嘉護送下移回台中霧峰安葬[5]。

### 10月
- 行政院新聞局在西德首都波昂設立自由中國新聞社[6][7]。
- 反共抗俄戰士授田條例實施[8]:86。

### 11月
- 台灣省政府遷往南投縣中興新村[2]:87。
- 美國參謀長聯席會議主席雷德福上將來謁見蔣介石，就遠東局勢廣泛交換意見[2]:87。

### 12月
- 12月25日——蔣介石《蘇俄在中國》一書出版（1957年6月日，英文版在美國出版。）[3]:612。蔣出版《蘇俄在中國》，闡釋為何政府要再三與蘇聯及中國共產黨合作，以及如何應對[1]:614。
- 12月31日——蔣介石接見伊朗參議院（英语：Senate of Iran）議員馬蘇第時表示：「共匪侈言與吾人談和之時，其真義乃欲以政治手段達到彼等前此未能以武力獲得之目的。吾人以往與共匪談判，已有太多經驗，絕不致再受共匪最近和平攻勢之欺騙。我政府決不考慮任何共匪和平提議。」

## 出生
参见： 1956年出生
- 1月6日——郭明政：法學家。
- 1月11日——鍾紹和，政治人物。曾任臺灣省議員、立法委員。
- 1月18日——陳根德：政治人物。
- 1月23日——
  - 鄭國忠，牧師、政治人物。曾任立法委員。
  - 高國華：補教英文老師，是蔡郁璇前夫。
  - 林惠嘉：留美生物學家，是李安之妻。
- 1月25日——賴來焜：政治人物、法學家，曾任立法委員。
- 1月29日——王美華：演員，是曾志偉前妻、曾寶儀之母。
- 2月3日——朱雲漢：政治學家。
- 2月7日——王正德：政治人物，曾任台北市議員。
- 2月8日——劉益昌，政治人物。曾任臺南市議員。
- 2月10日——許宗力，法律學者。司法院大法官，現任司法院院長。
- 2月15日——曹銘宗：作家、記者。
- 2月20日——許榮燦：溺水罹難者。
- 2月24日——康殿宏：演員、配音員。
- 2月25日——陳朝容，政治人物。曾任立法委員。
- 2月26日——呂國華，政治人物。曾任宜蘭市市長、宜蘭縣縣長。
- 2月29日——羊恕：小說家。
- 3月1日——蔡貴絲：政治人物。
- 3月2日——陳宏昌：政治人物，是陳萬富之子，曾任立法委員。
- 3月4日——
  - 康裕成，政治人物。曾任高雄市議員，現任高雄市議會議長。
  - 許水彬：政治人物，曾任台中縣議員。
  - 高鳳仙：法官、政治人物，曾任監察委員。
- 3月7日——柯賜海：常年競選人。
- 3月8日——陳百潭：歌手、作詞家、作曲家。
- 3月12日——
  - 詹宏志：作家、企業家，是王宣一之夫，現任PChome董事長，曾任城邦文化董事長、亞洲週刊董事長。
  - 吳青山：政治人物。
- 3月13日——郭瑤琪：政治人物，曾任交通部部長、台北市國民住宅處處長、921震災重建委員會執行長。
- 3月14日——
  - 金中玉：政治人物。
  - 周勝考：政治人物。
- 3月15日——龔鵬程：作家、文學家。
- 3月18日——獵人：漫畫家。
- 3月19日——陳友彬：棒球教練。
- 3月20日——黃昭展：政治人物，曾任行政院政務顧問、屏東縣政府顧問。
- 3月22日——吳密察，歷史學者，現任國史館館長。
- 3月24日——潘維大：法學家，是張錦麗之夫、潘維剛之兄。
- 3月26日——戴文采：作家。
- 3月27日——陳家瑜：籃球教練。
- 3月29日——楊紀華：企業家，現任鼎泰豐董事長。
- 3月30日——郝明義，出版業工作者。大塊文化董事長。
- 4月3日——
  - 鹿峰：導演。
  - 薛承泰：社會學家、政治人物，曾任行政院政務委員、福建省主席。
- 4月7日——王鈞：製作人。
- 4月15日——澎恰恰：歌手、演員、主持人，2005年發生光碟案為人所知。
- 4月25日——蔡明忠：企業家，是蔡萬才之子、蔡明興之兄，現任台灣大哥大董事長、富邦集團董事長。
- 4月26日——黃一農：歷史學家。
- 5月4日——蔡家福：政治人物，曾任立法委員、台北縣副縣長、新莊市（今新莊區）市長。
- 5月6日——
  - 李奭學：作家、翻譯家。
  - 周台竹：政治人物、警務人員，曾任駐荷蘭代表、台北市政府發言人、花蓮港務警察局外事巡官。
- 5月8日——邱毅，政治人物。曾任立法委員。
- 5月15日——楊秋興：政治人物，曾任立法委員、高雄縣縣長，也是高雄縣末任縣長。
- 5月24日——鄧家基：政治人物。
- 5月28日——李珮菁：歌手。
- 5月30日——戴昌鳳：海洋學家。
- 6月3日——莫那能（Malieyafusi Monaneng），詩人。
- 6月4日——翁大銘，企業家。曾任華隆集團董事長、立法委員。（2015年逝世）
- 6月5日——楊弘敦：物理學家，曾任中華民國科技部部長、國立中山大學校長。
- 6月9日——
  - 林秀偉：舞者。
  - 詹滿容：政治學家、政治人物，曾任立法委員、國立政治大學企業管理研究所兼任副教授、淡江大學美洲研究所助理教授。
- 6月10日——林瑞圖，政治人物。現任臺北市議員。
- 6月11日——張上淳：醫學家，曾任國立臺灣大學副校長、中央流行疫情指揮中心諮詢小組召集人。
- 6月15日——
  - 陳景峻，政治人物。曾任三重市長、立法委員，曾任臺北市副市長。
  - 繆德生：籃球領隊、社會運動人士。
- 6月16日——高涌泉：物理學家。
- 6月18日——劉陳昭玲：政治人物，曾任澎湖縣議會議長。
- 6月19日——
  - 鄒美儀：歌手、主持人。
  - 王丰：記者、作家。
  - 石瑞琦：政治人物、警務人員，曾任外交部發言人、外交部禮賓處處長、駐南非代表、駐奧克蘭辦事處處長。
- 6月21日——
  - 郎咸平：經濟學家、金融學家。
  - 李鴻源：政治人物、土木工程學家，是李鴻鈞之兄，曾任內政部部長、台灣省水利處處長、台北縣副縣長。
- 6月24日——莊淇銘：作家、電腦科學家、政治人物，曾任國立臺北教育大學校長、新竹縣新聞處處長，也是新竹縣新聞處首任處長。
- 6月28日——李來發：棒球教練。
- 7月1日——
  - 黃文耀：偶戲師，是黃俊雄之子。
  - 黃文擇：偶戲師，是黃俊雄之子。
- 7月4日——陳明章：歌手、吉他手、作曲家、音樂製作人，是黑名單工作室成員之一。
- 7月6日——羅昌發：法學家。
- 7月12日——
  - 湯德宗：大法官。
  - 邱創進：教師、政治人物，曾任立法委員、彰化縣議員。
- 7月18日——方偉騏：電子工程學家。
- 7月20日——
  - 蘇煥智，政治人物。曾任立法委員、臺南縣縣長。
  - 賴鼎銘：政治人物、圖書學家，現任監察委員，曾任世新大學校長、東方設計大學代理校長。
- 7月27日——黃越宏：作家、記者、時事評論家，是黃越綏之弟。
- 8月1日——廖永來：政治人物、教師，曾任台中縣縣長。
- 8月4日——李四端，新聞工作者。曾任臺視主播。現任東森新聞台《李四端的雲端世界》主持人。
- 8月6日——蕭裕珍：政治人物。
- 8月7日——林宜澐：小說家。
- 8月12日——洪麗芬：服裝設計師。
- 8月14日——羅智聰：足球教練。
- 8月15日——
  - 管中閔：經濟學家，曾任國立臺灣大學校長。
  - 丁澈士：土木工程學家。
- 8月16日——劉景寬：醫學家，曾任高雄醫學大學校長。
- 8月23日——蘇治華：企業管理顧問，曾任研華文教基金會執行長、國際創新創業發展協會執行長。
- 8月24日——朱天文，作家、小說家。代表作包括〈小畢的故事〉。
- 8月25日——焦桐：作家。
- 8月30日——
  - 邱太三，檢察官、政治人物。曾任立法委員，現任法務部部長。
  - 金溥聰，前總統馬英九重要幕僚。曾任臺北市副市長、中華民國駐美代表。
- 8月31日——
  - 蔡英文，學者、政治人物。民進黨主席、中華民國第14、15屆總統。
  - 王福東：作家、藝術研究學家。
- 9月1日——羅智先，企業家。統一企業集團董事長。
- 9月7日——柯基生：醫師。
- 9月10日——謝福弘：政治人物，曾任苗栗縣農田水利會會長。
- 9月12日——鄭春菊：企業家，是Lurssen在台代理商，現移居德國布萊梅。
- 9月14日——
  - 張惠明：畫家。
  - 賈鴻秋：英文老師。
- 9月16日——
  - 劉若瑀：藝術總監，是優人神鼓創辦人。
  - 藍世聰：政治人物，曾任台北市民政局局長、台北市議員。
- 9月18日——劉秋農：棒球選手。
- 9月20日——謝玲玲：演員，是林建岳前妻。
- 9月23日——陳良基：政治人物、電機工程學家，曾任科技部部長、教育部政務次長。
- 9月25日——林建隆：作家、英美文學家，以自傳《流氓教授》而聞名。
- 9月26日——廖本煙，政治人物。曾任立法委員，現任新北市議員。
- 9月28日——陳泰銘：企業家，是關之琳前夫，現任國巨公司董事長。
- 9月29日——
  - 陳慕義：演員、編劇。
  - 蔡溫義：舉重教練。
- 10月1日——侯德健：作曲家，以《捉泥鰍》、《龍的傳人》、《酒矸倘賣無》等作品聞名。
- 10月3日——張晨光，演員。
- 10月4日——郭源治，棒球選手。曾任職日本職棒中日龍隊。
- 10月9日——
  - 陸小芬，演員。
  - 李亞明：歌手、演員、經紀人、音樂製作人，是李玉璽之父。
- 10月11日——劉家齊：棒球教練。
- 10月13日——楊明州：政治人物，曾任高雄市副市長、高雄市代理市長、高雄市政府秘書長。
- 10月15日——龔友誠：導演。
- 10月20日——蕭耀：畫家。
- 10月22日——蘇嘉全，政治人物。現任總統府秘書長。曾任立法院院長。
- 12月23日——焦佑鈞：企業家，是焦廷標長子，現任華邦電子董事長，曾任華新麗華董事長。
- 10月25日——釋若慧：佛寺住持。
- 10月26日——
  - 敖幼祥，漫畫家。代表作《烏龍院》。
  - 陳松柏：企業管理學家，曾任國立空中大學校長。
- 10月28日——宋岡陵：演員。
- 10月29日——湯火聖，政治人物。曾任國大代表、立法委員。
- 10月30日——邱泰源：醫師、政治人物，現任立法委員。
- 11月1日——盧昌明：導演。
- 11月7日——
  - 李天柱：演員。
  - 陳茂松：政治人物、廣播主持人、補教職員，曾任嘉義市議員、嘉義之音主持人、百誠法商短期補習班主任。
- 11月9日——
  - 賴幸媛，政治人物。曾任立法委員、陸委會主委。
  - 張錦忠：文學評論家。
  - 鍾枝萌：籃球教練。
- 11月14日——
  - 趙舜：演員、主持人。
  - 鍾孔炤：政治人物。
- 11月17日——劉培森：建築師。
- 11月23日——游盈隆：政治人物，曾任中央選舉委員會委員、研究發展考核委員會副主任委員。
- 12月2日——王永和：電機工程學家。
- 12月5日——鍾惠敏：籃球運動員。
- 12月7日——喜翔：演員。
- 12月8日——蔡榮宗：棒球選手。
- 12月9日——管碧玲，政治人物。曾任高雄市文化局局長，現任立法委員。
- 12月15日——
  - 呂桔誠，政治人物。曾任財政部部長。
  - 許乃權：軍事人物。
- 12月18日——夏宇：作家、填詞人。
- 12月20日——葉克家：水利工程學家。
- 12月22日——朱星羽，政治人物。曾任立法委員，以擁有一臺戰車聞名。（2013年逝世）
- 12月25日——高哲翰：教授、主持人、政治評論家。
- 12月27日——趙學煌：演員。
- 12月28日——
  - 陳宜民：醫學家、政治人物，曾任立法委員、高雄醫學大學副校長。
  - 李順涼：教育工作者，曾任公館國小校長、追分國小校長。

## 逝世
- 1月24日——黃純青，瀛社詩人、企業家。總督府評議會員。（1875年出生）
- 1月26日——何義，企業家。永豐餘集團創辦人之一，病逝東京。（1903年出生）
- 7月24日——丁窈窕，白色恐怖受難者。因「台南市委會郵電支部」案被捕，被槍決。（1927年出生）
- 7月24日——施水環，白色恐怖受難者。因「台南市委會郵電支部」案被捕，被槍決。（1925年出生）
- 9月8日——林獻堂，日治時期社會運動者。參與台灣議會設置請願運動、創辦台灣文化協會，病逝東京。（1881年出生）